# 楊振興
楊振興（1973年8月19日—），前台灣足球運動員，曾效力於台電足球隊，他作為中華台北的正選守門員長達十餘年，被譽為「台灣奇拉維特」，於2004年引退。